# Marga Kool
Marga (Marrigje Macheltje) Kool (Beekbergen, 15 augustus 1949) is een Nederlandse schrijfster, dichteres en politica van D66. Zij is vooral bekend vanwege haar werk in het Drents maar publiceert ook in het Nederlands.

## Jeugd
Zij bracht haar eerste kinderjaren door in Noord-Brabant en vervolgens in Twente, in het dorp Vroomshoop. Haar vader verhuisde een aantal malen met zijn gezin. Niet bepaald gebruikelijk bij boeren, ook toen al niet. ‘We zijn een rare boerenfamilie. Wij hebben op verschillende plaatsen gewoond. In Brabant, in Beilen, in Vroomshoop. “Ik heb het langst gewoond in Linde bij Zuidwolde. Als mijn vader zich kon verbeteren, vertrokken we. Maar op de ene plek was het hem te droog, de andere boerderij was te klein, of de gronden bleek te versnipperd. Uiteindelijk zijn we op de boerderij van oma en opa in Zuidwolde gekomen. Waar ik toch al veel kwam". Terwijl oma en opa ook al niet uit het oosten kwamen, maar door de watersnood uit Zeeland werden verdreven. Marga Kool was twaalf jaar oud toen ze in Zuidwest-Drenthe kwam wonen. Zij maakte zich daar de streektaal eigen. Later ontpopte ze zich als een gedreven streektaalactivist. Na een eerder huwelijk waarin ze twee kinderen kreeg, trouwde ze in 1997 met de Drentse schrijver Jan Veenstra.

## Literair werk
Jarenlang trad ze regelmatig op met haar werk. Marga Kool debuteerde in 1969 met het televisiespel 'Niemandsland' (bekroond met de hoofdprijs van een schrijfwedstrijd en uitgezonden door de AVRO), een jaar later gevolgd door de Nederlandstalige verhalenbundel 'Liefje, lijden heeft geen kleur.' Later begon ze steeds vaker in het Drents te schrijven. In 1980 verscheen de bijzonder succesvolle Drentstalige poëziebundel 'Achter oen ogen' (met illustraties van Nell Schûltz), in 1983 gevolgd door 'Op-eschoond'. In 1987 verschijnt 'Hoogspanning' en in 2000 'Kleine kathedraal'. Naast het schrijven van liedteksten heeft Marga Kool ook een belangrijke bijdrage geleverd aan de vernieuwing van het toneel in Drenthe. Opmerkelijke stukken van haar hand zijn o.a. 'An 't voetenende' en 'Vrouwluu versieren'. In 1981 krijgt ze de Johanna van Burenprijs, in 1985 de Zilveren Anjer en in 1990 de culturele prijs van Drenthe.
In haar poëzie geeft Marga Kool belangrijke thema's uit haar leven weer, zoals de verhouding tussen mannen en vrouwen, moederschap, maatschappelijk engagement en de worsteling met de zegbaarheid en onzegbaarheid van dit alles in het Drents.
Haar taalgebruik geeft haar gedichten vaak iets geheimzinnigs, de thematiek is daarentegen toegankelijk en invoelbaar.

## Streektaalactiviteiten
Marga Kool heeft zich in allerlei organisaties, gremia en publicaties ingezet voor de Drentse cultuur en taal.  Zij maakte zich sterk voor het Drents als politieke voertaal en de erkenning van het Nedersaksisch naast het Nederlands en het Fries. Ook zette zij zich in voor minderheden en de multiculturele samenleving.
Ze was mede-oprichter en de eerste voorzitter van de uitgeverij Het Drentse Boek en van SONT, de federatie van streektaalorganisaties in het Nedersaksisch taalgebied. Ze schreef een cursusboek Drents, is ook bestuurslid/medewerker van Drentse Taol en programmamaker bij Radio Noord en Radio Drenthe.

## Politieke activiteiten
Naast haar werk als hoofd van een kleuterschool en lerares Nederlands was Marga Kool langdurig gemeenteraadslid voor D66 in Zuidwolde. Ze was vervolgens vier jaar lid van de Provinciale Staten en tussen 1991 en 1999 gedeputeerde voor milieu en cultuur in de provincie Drenthe voor D66 en van 2000 tot eind 2015 dijkgraaf van het waterschap Reest en Wieden. Op dit moment is ze werkzaam als schrijfster.

## Prijzen
- Johanna van Buren cultuurprijs (voor Nedersaksische literatuur), 1981
- Zilveren Anjer, 1985
- Culturele prijs van Drenthe, 1990

- Gemeinsame Normdatei: 172193818
- International Standard Name Identifier: 0000 0000 2828 101X
- Library of Congress Control Number: n85323914
- Nederlandse Thesaurus van Auteursnamen: 068804334
- Virtual International Authority File: 263435639
- WorldCat: E39PBJwhvDRqcdyGTTWRk4V3cP